# Сара Інґліш
Сара Інґліш (27 листопада 1955) — зімбабвійська хокеїстка на траві.
Олімпійська чемпіонка 1980 року.